# Somabrachys guillaumei
Somabrachys guillaumei is een vlinder uit de familie van de Somabrachyidae. De wetenschappelijke naam van de soort is voor het eerst geldig gepubliceerd door Oberthür.